# اندرو شیر
اندرو شی‌یِر (تلفظ: شی. یِر) (انگلیسی: Andrew Scheer؛ زادهٔ ۲۰ مهٔ ۱۹۷۹) سیاست‌مدار اهل کانادا است. وی در ماه مه ۲۰۱۷ به عنوان رهبر حزب محافظه‌کار کانادا انتخاب شد.